# BCM Planet Dance

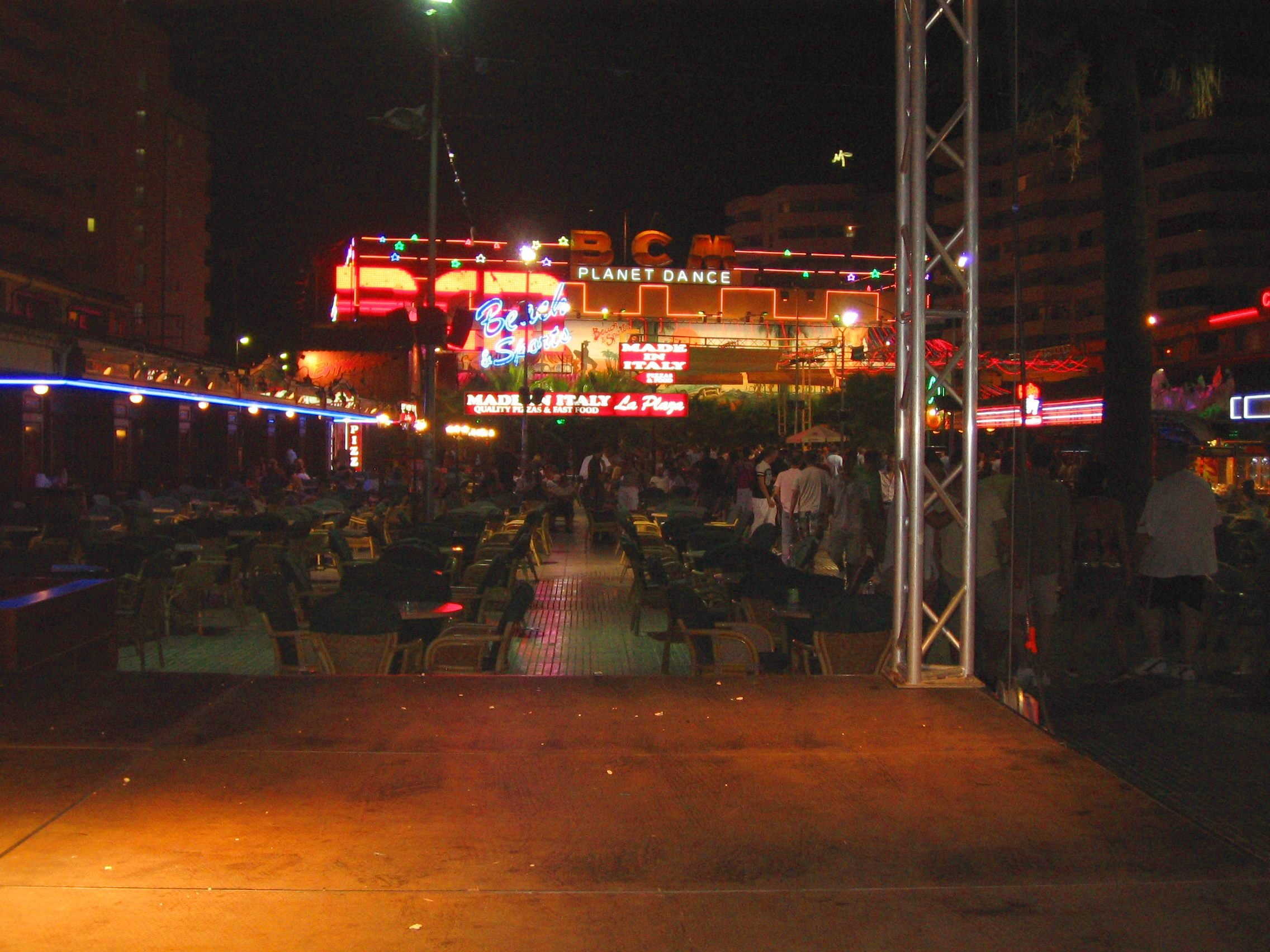
BCM Planet Dance in Magalluf

BCM Planet Dance ist eine Großraumdiskothek im Ort Magaluf der Gemeinde Calvià auf Mallorca. Mit einem Fassungsvermögen von 4.000 Personen ist sie die größte Diskothek der Insel.
Die Diskothek wurde Ende der 1980er Jahre erbaut. BCM steht für den Gründer Bartolomé Cursach Mas. Mit seiner Grupo Cursach betreibt er weitere Diskotheken, Hotels und Sportanlagen auf der Insel. 
Die Diskothek wird überwiegend von britischen Touristen besucht. Als DJs traten beispielsweise Hardwell, Steve Aoki, Dimitri Vegas & Like Mike, Skrillex, Paul van Dyk, Nervo, Calvin Harris oder Avicii auf. Bei Eintrittspreisen von 30 bis 45 Euro sind die Getränke inklusive. Geöffnet ist täglich von Mitte Juni bis Mitte September.
Die Diskothek wurde 2014 in der Leserumfrage Top100 Clubs des Magazins DJ Magazine auf Platz 5 gewählt, was die beste Platzierung innerhalb der Umfrage darstellt.
Am 27. Februar 2017 wurde der Inhaber des BCM, Bartolomé "Tolo" Cursach, verhaftet und saß 14 Monate in U-Haft. Am 18. April 2018 kam er gegen die Zahlung einer Kaution in Höhe von einer Million Euro in Freiheit. 2022 wurde die Haftforderung von achteinhalb auf anderthalb Jahre reduziert.
Am 3. April 2017 wurde das BCM wegen illegaler Umbauten und mangelnder Sicherheitsmaßnahmen geschlossen. Nachdem die illegalen Umbauten entfernt wurden, durfte das BCM am 9. Juni 2018 wieder öffnen.

## Areale
- Main-Arena: Haupthalle mit Soundsystem von Funktion-One und Laser-Anlage. Üblicherweise tanzen kostümierte Go-go-Tänzer. Es gibt einen erhöhten VIP-Bereich.
- Millenium: Kellergeschoss unter der Main-Arena, nur am Wochenende geöffnet. Es finden regelmäßig Schaumpartys statt.
- Open-Air-Terrasse: Terrasse mit Raucherbereich und Strandbar.